# Yeşilyurt (Tokat)
Yeşilyurt ist eine Stadt und Hauptort des gleichnamigen Landkreises (İlçe) in der türkischen Provinz Tokat.  Die Stadt liegt etwa 45 Kilometer südwestlich der Provinzhauptstadt Tokat. Laut Stadtsiegel wurde Yeşilyurt 1972 zur Gemeinde (Belediye) erhoben.
Der Landkreis liegt im Süden der Provinz. Er grenzt im Westen an den Kreis Sulusaray, im Norden an den Kreis Artova, im Osten an den zentralen Landkreis und im Süden an den Kreis Yıldızeli (Provinz Sivas). Die Stadt ist über eine Landstraße mit Artova und der Provinzhauptstadt im Nordosten verbunden, im Westen mit Sulusaray und mit Kadışehri in der Provinz Yozgat. Sie liegt an der Eisenbahnstrecke von Samsun nach Kayseri.
Stadt und Landkreis werden von Osten nach Westen vom Çekerek Çayı durchflossen. In diesen münden östlich der Stadt von Norden der Karasu Deresi und von Süden der Büğer Deresi. Letzterer wird zum Büğer Sulama Göleti aufgestaut, nicht weit westlich davon liegen der Eserce Sulama Göleti und weitere kleine Seen.
Der Kreis wurde 1988 aus dem Südteil des Kreises Artova abgespalten (Gesetz Nr. 3392). Hierbei wurden vom zentralen Bucak 12 Dörfer und die Belediye (VZ 1985: 3.422 Einw.) sowie der gesamte Bucak Sulusaray mit 20 Dörfern abgetrennt. Letztgenannter Bucak bildete im Mai 1990 einen eigenen Kreis. Zur Volkszählung im Oktober 1990 konnte der neue Kreis Yeşilyurt auf eine Einwohnerschaft von 8.736 verweisen, davon 5.598 in der Kreisstadt. Der im Mai abgespaltene Kreis  Sulusaray hingegen hatte zur gleichen Zeit 17.945 Einwohner, davon 4.377 in der Kreisstadt.
Ende 2020 gehören neben der Kreisstadt noch 16 Dörfer (Köy) mit durchschnittlich 201 Bewohnern zum Kreis, Kuşçu war mit 765 Einwohnern das größte Dorf. Fünf Dörfer hatten mehr Einwohner als der Durchschnitt, ebenso fünf weniger als 100 Einwohner.
Die Bevölkerungsdichte des Kreises erreichte Ende 2020 mit 31,7 Einw. je km² die reichliche Hälfte des Provinzwertes (59,5). Der städtische Bevölkerungsanteil betrug 63,68 Prozent.